# Gabriella Zelinka
Gabriella Zelinka née le 4 janvier 1991 à  Budapest en Hongrie est une triathlète et duathlète professionnelle, championne de Hongrie de triathlon et duathlon longue distance, vainqueur sur distance Ironman et Ironman 70.3.

## Palmarès
Le tableau présente les résultats les plus significatifs (podium) obtenus sur le circuit national et international de triathlon, de duathlon et de cyclisme depuis 2012,,.
| Année | Compétition                            | Pays    | Position           | Temps           |
| ----- | -------------------------------------- | ------- | ------------------ | --------------- |
| 2015  | Ironman 70.3 Pays d'Aix                | France  | Médaille d'or      | 4 h 33 min 32 s |
| 2014  | Challenge Vichy                        | France  | Médaille d'or      | 9 h 14 min 19 s |
| 2014  | Championnat de Hongrie longue distance | Hongrie | Médaille d'or      | 9 h 14 min 41 s |
| 2013  | Championnat d'Europe longue distance   | France  | Médaille de bronze | 9 h 37 min 1 s  |

| Année | Compétition                        | Pays    | Position          | Temps           |
| ----- | ---------------------------------- | ------- | ----------------- | --------------- |
| 2014  | Championnat de Hongrie de duathlon | Hongrie | Médaille d'or     | 2 h 8 min 20 s  |
| 2013  | Championnat de Hongrie de duathlon | Hongrie | Médaille d'argent | 2 h 15 min 44 s |

| Année | Compétition                                 | Pays    | Position      | Temps           |
| ----- | ------------------------------------------- | ------- | ------------- | --------------- |
| 2012  | Championnats de Hongrie de contre-la-montre | Hongrie | Médaille d'or | 0 h 23 min 16 s |